# Lonnes
Lonnes est une commune du Sud-Ouest de la France, située dans le département de la Charente (région Nouvelle-Aquitaine).
Ses habitants sont les Lonnais et les Lonnaises.

## Géographie

### Localisation et accès
Lonnes est une commune située dans le Nord Charente, à 32 km au nord d'Angoulême et 10 km au sud de Ruffec. Lonnes est aussi à 7 km au nord de Mansle, le chef-lieu de son canton, 10 km au sud-est de Villefagnan et 13 km au nord-est d'Aigre.
La commune est traversée du nord au sud par la D 186. La D 27, route de Villefagnan à Chasseneuil passe à 1,5 km au nord-est du bourg. Lonnes est desservie par la N 10 entre Angoulême et Poitiers située à 2,5 km à l'est du bourg (échangeur des Maisons Rouges, sur la D 27).
La gare la plus proche est celle de Luxé, à 7 km, desservie par des TER à destination d'Angoulême, Poitiers et Bordeaux.

### Hameaux et lieux-dits
En plus du bourg, la commune possède plusieurs hameaux : les Maisons Rouges (sur la route nationale 10), les Essarts, le Petit Fayolle et le Grand Fayolle.

### Communes limitrophes
|        | Salles-de-Villefagnan | Verteuil-sur-Charente |
| Juillé | Lonnes                | Chenon                |
|        | Fontenille            | Aunac-sur-Charente    |

### Géologie et relief

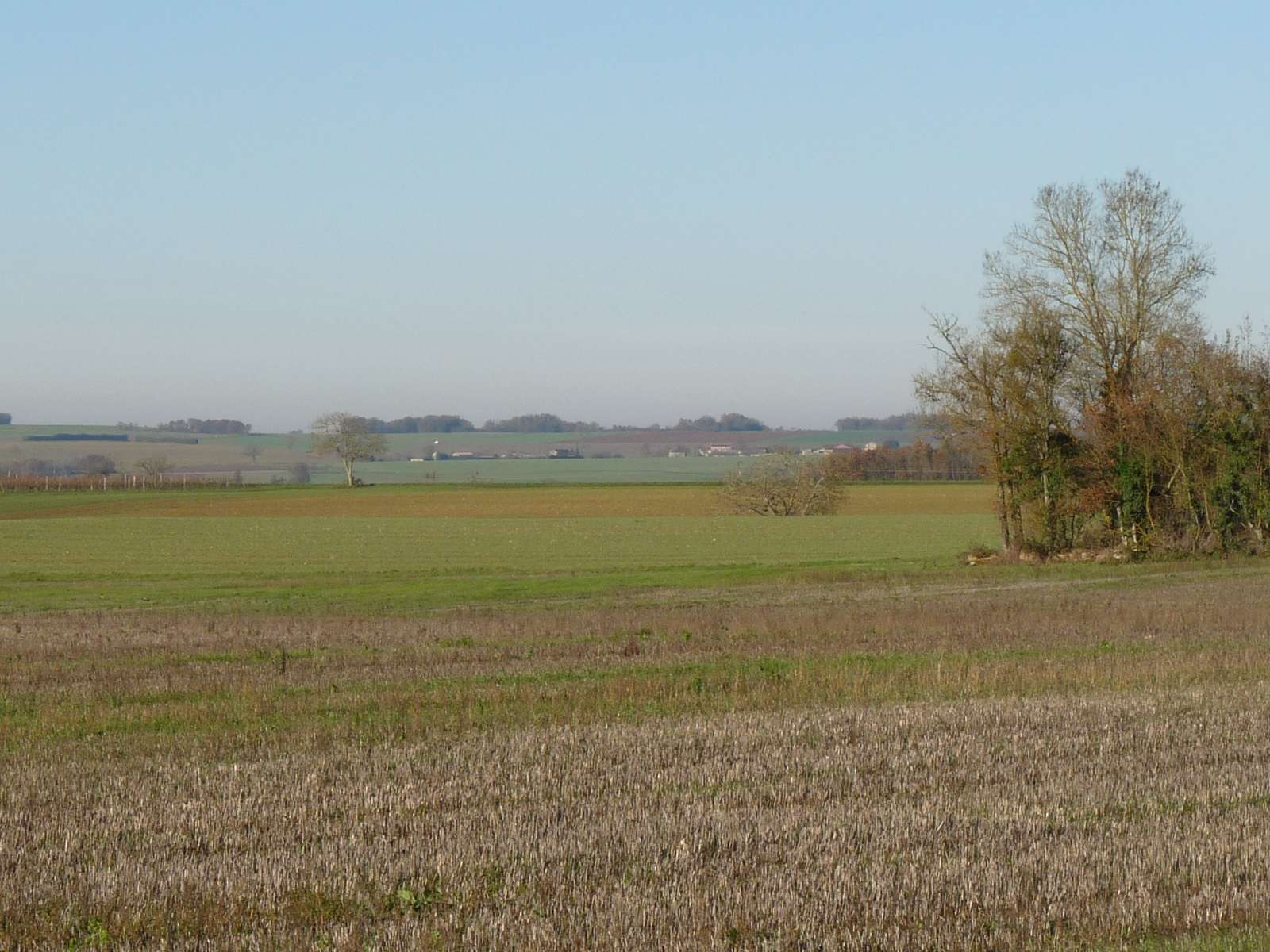
La campagne cultivée, entre Lonnes et Juillé.

Géologiquement, la commune est dans le calcaire du Jurassique du Bassin aquitain, comme tout le Nord-Charente. Plus particulièrement, elle occupe un sol datant du Callovien sur une moitié nord-est, et Oxfordien sur la moitié sud-ouest. La terre est calcaire marno-argileuse,,.
La commune de Lonnes est sur un plateau assez uniforme, qui s'étend entre la rive droite de la Charente et le ruisseau de Moussac (ou Bief) à l'ouest. Son point culminant est à une altitude de 131 m, situé sur la limite communale au nord du bourg (borne IGN). Le point le plus bas est à 94 m, situé sur la limite nord-est. Le bourg est à 115 m d'altitude.

### Hydrographie

#### Réseau hydrographique

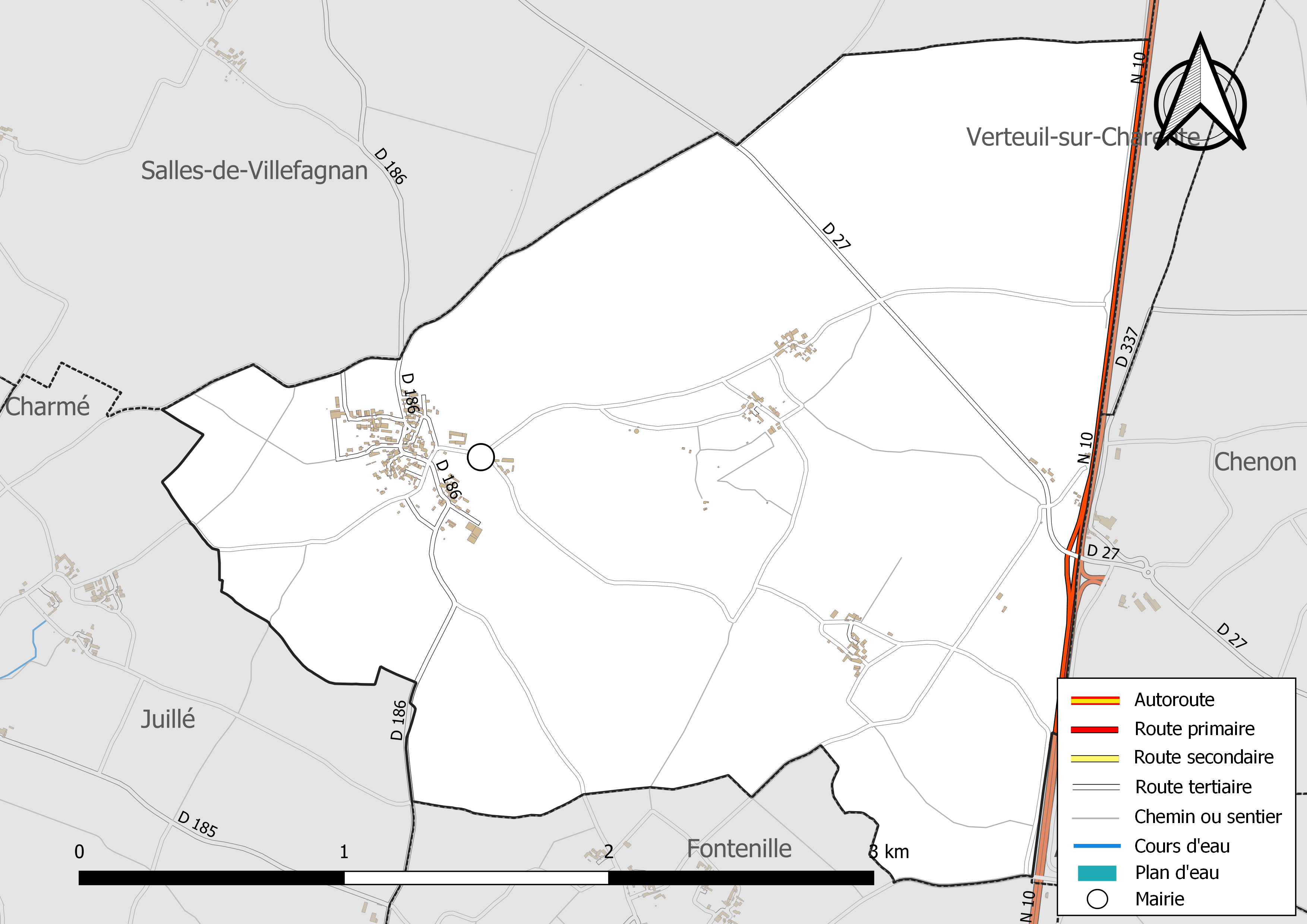
Réseaux hydrographique et routier de Lonnes.

La commune est située dans le bassin versant de la Charente au sein  du Bassin Adour-Garonne. Aucun cours d'eau permanent n'est répertorié sur la commune,.

### Climat
Comme dans les trois quarts sud et ouest du département, le climat est océanique aquitain.

## Urbanisme

### Typologie
Au 1er janvier 2024, Lonnes est catégorisée commune rurale à habitat dispersé, selon la nouvelle grille communale de densité à 7 niveaux définie par l'Insee en 2022.
Elle est située hors unité urbaine. Par ailleurs la commune fait partie de l'aire d'attraction de Ruffec, dont elle est une commune de la couronne,. Cette aire, qui regroupe 30 communes, est catégorisée dans les aires de moins de 50 000 habitants,.

### Occupation des sols
L'occupation des sols de la commune, telle qu'elle ressort de la base de données européenne d’occupation biophysique des sols Corine Land Cover (CLC), est marquée par l'importance des territoires agricoles (82,9 % en 2018), une proportion sensiblement équivalente à celle de 1990 (83,3 %). La répartition détaillée en 2018 est la suivante : 
terres arables (69,7 %), zones agricoles hétérogènes (13,2 %), forêts (13,2 %), zones urbanisées (3,4 %), zones industrielles ou commerciales et réseaux de communication (0,5 %). L'évolution de l’occupation des sols de la commune et de ses infrastructures peut être observée sur les différentes représentations cartographiques du territoire : la carte de Cassini (XVIIIe siècle), la carte d'état-major (1820-1866) et les cartes ou photos aériennes de l'IGN pour la période actuelle (1950 à aujourd'hui).

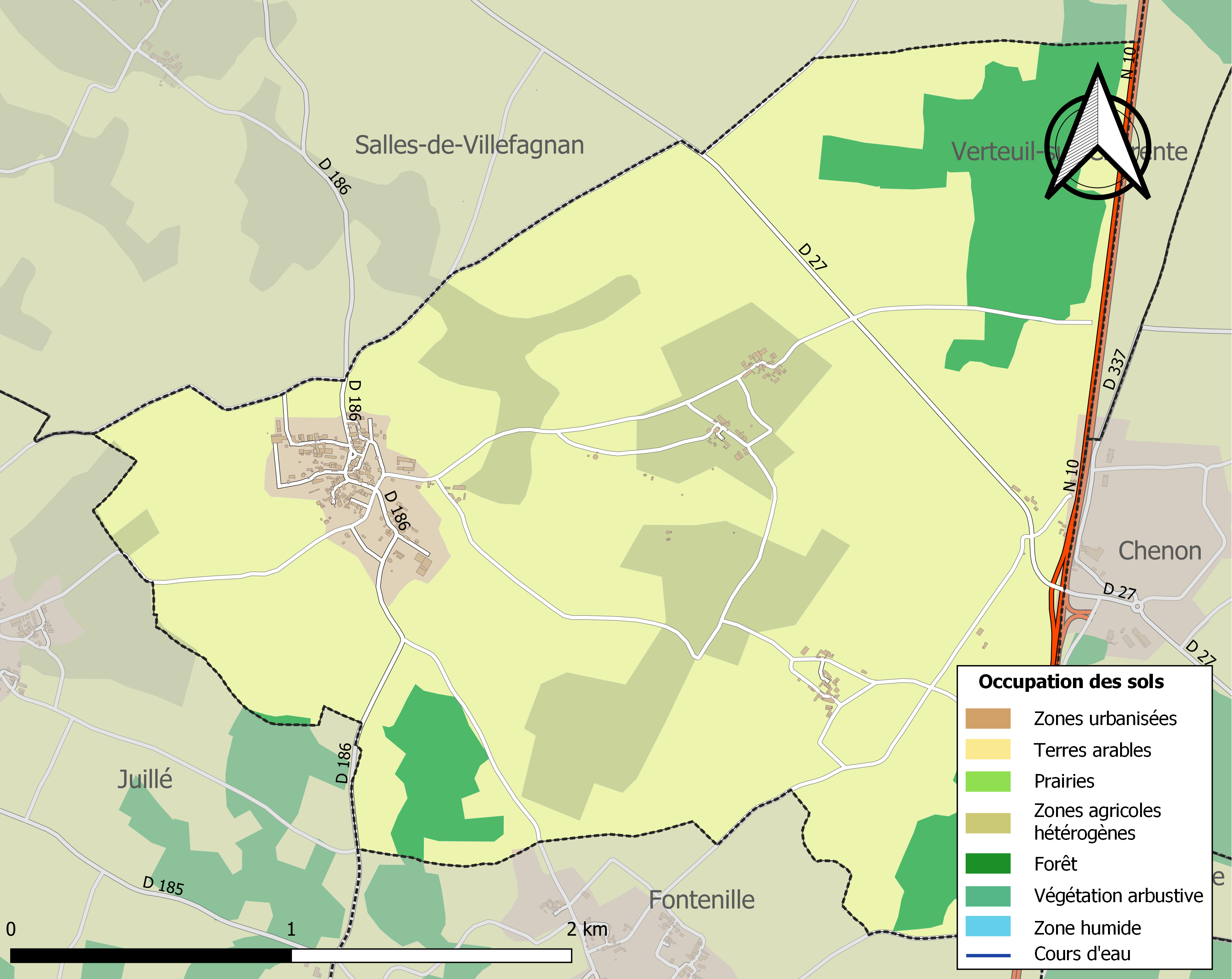
Carte des infrastructures et de l'occupation des sols de la commune en 2018 (CLC).

### Risques majeurs
Le territoire de la commune de Lonnes est vulnérable à différents aléas naturels : météorologiques (tempête, orage, neige, grand froid, canicule ou sécheresse) et séisme (sismicité modérée). Il est également exposé à un risque technologique,  le transport de matières dangereuses. Un site publié par le BRGM permet d'évaluer simplement et rapidement les risques d'un bien localisé soit par son adresse soit par le numéro de sa parcelle.

#### Risques naturels

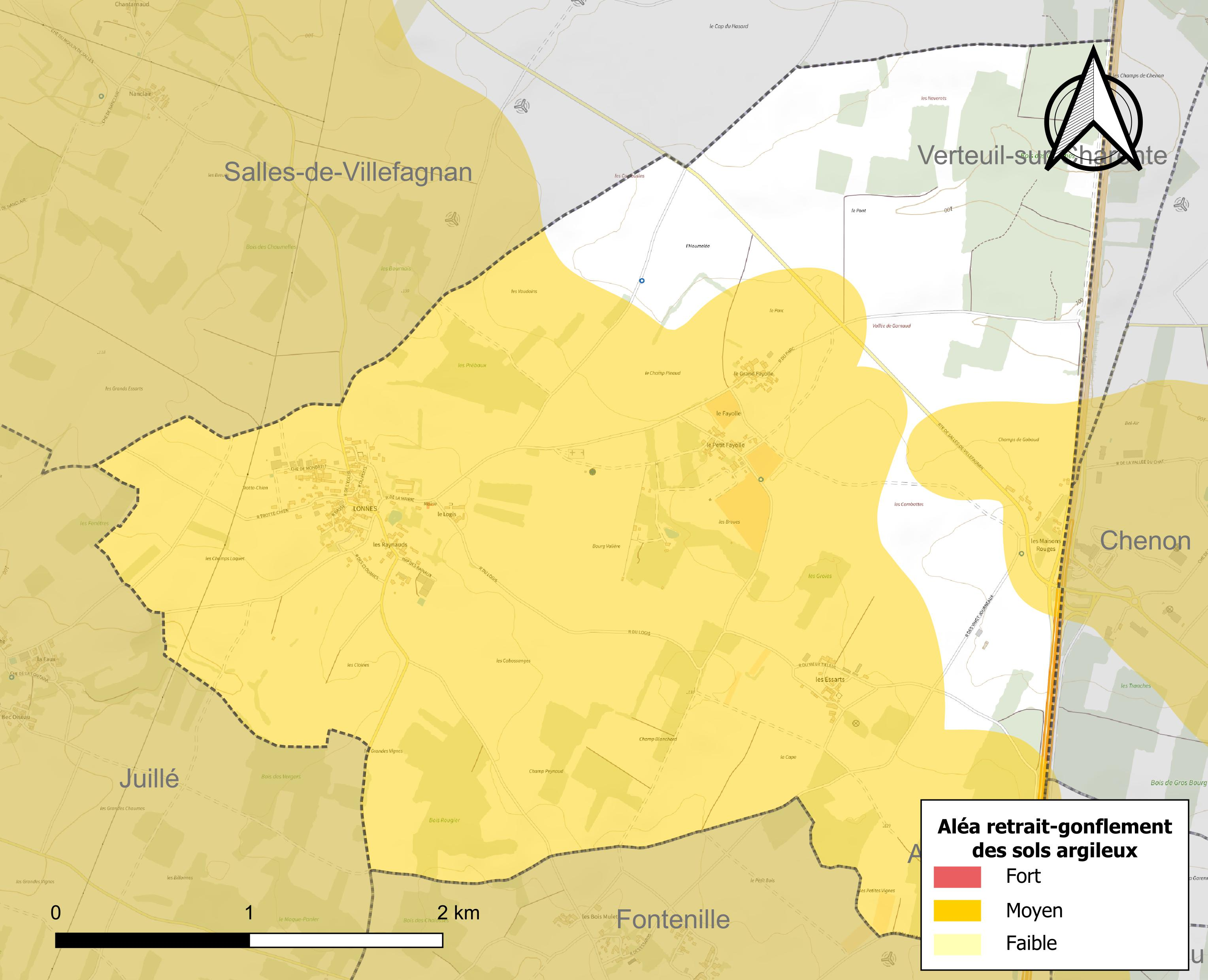
Carte des zones d'aléa retrait-gonflement des sols argileux de Lonnes.

Le retrait-gonflement des sols argileux est susceptible d'engendrer des dommages importants aux bâtiments en cas d’alternance de périodes de sécheresse et de pluie. 72,7 % de la superficie communale est en aléa moyen ou fort (67,4 % au niveau départemental et 48,5 % au niveau national). Sur les 104 bâtiments dénombrés sur la commune en 2019,  103 sont en aléa moyen ou fort, soit 99 %, à comparer aux 81 % au niveau départemental et 54 % au niveau national. Une cartographie de l'exposition du territoire national au retrait gonflement des sols argileux est disponible sur le site du BRGM,.
Par ailleurs, afin de mieux appréhender le risque d’affaissement de terrain, l'inventaire national des cavités souterraines permet de localiser celles situées sur la commune.
La commune a été reconnue en état de catastrophe naturelle au titre des dommages causés par les inondations et coulées de boue survenues en 1982, 1983 et 1999. Concernant les mouvements de terrains, la commune a été reconnue en état de catastrophe naturelle au titre des dommages causés par des mouvements de terrain en 1999.

#### Risques technologiques
Le risque de transport de matières dangereuses sur la commune est lié à sa traversée par une ou des infrastructures routières ou ferroviaires importantes ou la présence d'une canalisation de transport d'hydrocarbures. Un accident se produisant sur de telles infrastructures est susceptible d’avoir des effets graves sur les biens, les personnes ou l'environnement, selon la nature du matériau transporté. Des dispositions d’urbanisme peuvent être préconisées en conséquence.

## Toponymie
Une forme ancienne est Allona en 1326.
L'origine du nom de Lonnes remonterait à un nom de personne gaulois Alaunos, dérivant d'un nom de divinité d'une source Alauna ou Alonna,.
Au XVIIIe siècle, la commune est désignée sous le nom de Lonné sur la carte de Cassini. Elle a été créée Lonne en 1793, avant de s'appeler Lonné en 1801.

## Histoire
L'ancienne voie romaine de Périgueux à Poitiers par Montignac et Rom appelée Chaussade limite la commune à l'est,.
Au Moyen Âge, les moines de l'abbaye de Nanteuil étaient seigneurs de Lonnes. En 1172, ils aliénèrent une partie de leurs terres à l'abbaye de Grosbot, à charge de ne pas édifier d’église, qu'il n'y serait dit aucune messe, ni créé aucun cimetière. Elle était simple chapelle pour l'usage des religieux de passage.
En 1780, Angély de Fontcreuse était seigneur de Lonnes et de Fayolle.
Vers le milieu du XVIIe siècle La population s'étant accrue, une paroisse fut créée. L'église, légèrement agrandie, fut endommagée par les protestants. Elle a été l'objet de quelques réparations en 1888-1889,.

## Administration

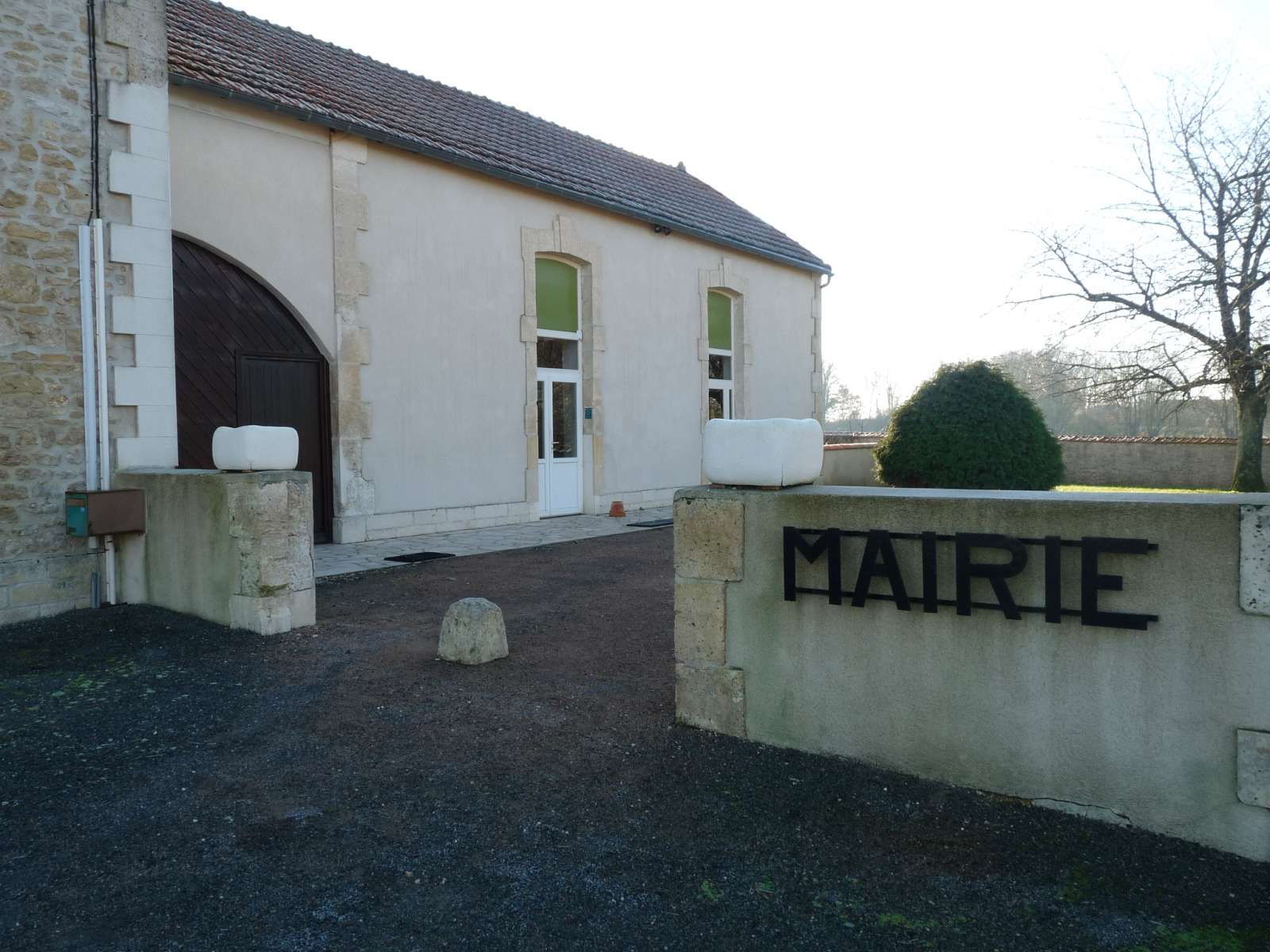
Mairie de Lonnes.

| Période                                  | Période  | Identité            | Étiquette | Qualité                   |
| ---------------------------------------- | -------- | ------------------- | --------- | ------------------------- |
| Les données manquantes sont à compléter. |          |                     |           |                           |
| 1896                                     | 1904     | Pierre Bastier      |           |                           |
| 1904                                     | 1919     | Jean Bastier        |           |                           |
| 1919                                     | 1925     | Jean Marifat        |           |                           |
| 1925                                     | 1944     | Jean Mathieu        |           |                           |
| 1944                                     | 1960     | Louis Ravion        |           |                           |
| 1960                                     | 1965     | Anselme Migaud      |           |                           |
| 1965                                     | 1971     | Jean-Louis Delhoume |           |                           |
| depuis 1971                              | En cours | Pierre Chaussepied  | DVG       | Retraité de l'agriculture |

## Démographie

### Évolution démographique
L'évolution du nombre d'habitants est connue à travers les recensements de la population effectués dans la commune depuis 1793. Pour les communes de moins de 10 000 habitants, une enquête de recensement portant sur toute la population est réalisée tous les cinq ans, les populations de référence des années intermédiaires étant quant à elles estimées par interpolation ou extrapolation. Pour la commune, le premier recensement exhaustif entrant dans le cadre du nouveau dispositif a été réalisé en 2004.

En 2022, la commune comptait 188 habitants, en évolution de +6,82 % par rapport à 2016 (Charente : −0,48 %, France hors Mayotte : +2,11 %).
| 1793 | 1800 | 1806 | 1821 | 1831 | 1841 | 1846 | 1851 | 1856 |
| ---- | ---- | ---- | ---- | ---- | ---- | ---- | ---- | ---- |
| 488  | 464  | 492  | 509  | 488  | 497  | 536  | 539  | 469  |

| 1861 | 1866 | 1872 | 1876 | 1881 | 1886 | 1891 | 1896 | 1901 |
| ---- | ---- | ---- | ---- | ---- | ---- | ---- | ---- | ---- |
| 451  | 425  | 415  | 383  | 386  | 368  | 321  | 305  | 291  |

| 1906 | 1911 | 1921 | 1926 | 1931 | 1936 | 1946 | 1954 | 1962 |
| ---- | ---- | ---- | ---- | ---- | ---- | ---- | ---- | ---- |
| 276  | 281  | 232  | 231  | 216  | 243  | 226  | 214  | 198  |

| 1968 | 1975 | 1982 | 1990 | 1999 | 2004 | 2006 | 2009 | 2014 |
| ---- | ---- | ---- | ---- | ---- | ---- | ---- | ---- | ---- |
| 180  | 182  | 165  | 160  | 166  | 158  | 165  | 167  | 169  |

| 2019 | 2022 | - | - | - | - | - | - | - |
| ---- | ---- | - | - | - | - | - | - | - |
| 181  | 188  | - | - | - | - | - | - | - |

### Pyramide des âges
La population de la commune est relativement âgée.
En 2018, le taux de personnes d'un âge inférieur à 30 ans s'élève à 29,2 %, soit en dessous de la moyenne départementale (30,2 %). À l'inverse, le taux de personnes d'âge supérieur à 60 ans est de 37,1 % la même année, alors qu'il est de 32,3 % au niveau départemental.
En 2018, la commune comptait 91 hommes pour 88 femmes, soit un taux de 50,84 % d'hommes, largement supérieur au taux départemental (48,41 %).
Les pyramides des âges de la commune et du département s'établissent comme suit.
| Hommes | Classe d’âge | Femmes |
| ------ | ------------ | ------ |
| 2,2    | 90 ou +      | 1,1    |
| 13,0   | 75-89 ans    | 10,1   |
| 21,7   | 60-74 ans    | 25,8   |
| 13,0   | 45-59 ans    | 12,4   |
| 23,9   | 30-44 ans    | 18,0   |
| 9,8    | 15-29 ans    | 7,9    |
| 16,3   | 0-14 ans     | 24,7   |

| Hommes | Classe d’âge | Femmes |
| ------ | ------------ | ------ |
| 1      | 90 ou +      | 2,7    |
| 9,2    | 75-89 ans    | 12     |
| 20,6   | 60-74 ans    | 21,3   |
| 20,7   | 45-59 ans    | 20,3   |
| 16,8   | 30-44 ans    | 16     |
| 15,6   | 15-29 ans    | 13,4   |
| 16,1   | 0-14 ans     | 14,3   |

## Économie
- Deux parcs éoliens construits entre 2008 et 2024 situés en bordure de commune sont visibles depuis plusieurs points du département.

## Équipements, services et vie locale

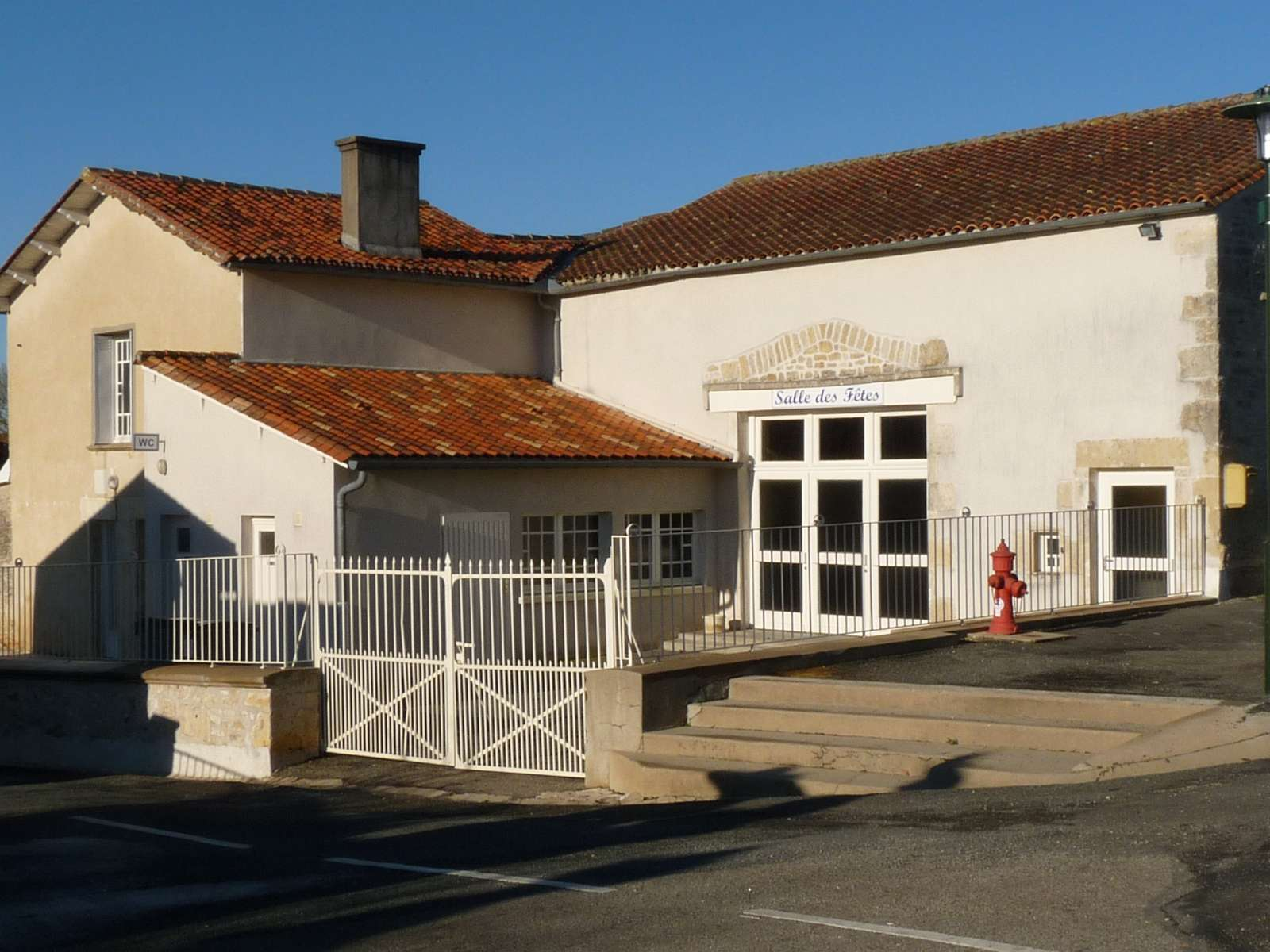
La salle des fêtes.

Depuis août 2008, l'association bénévole Nord Charente Wireless fournit aux habitants un accès internet haut débit. La commune est en effet située en zone blanche, non desservie par la technologie ADSL.
Depuis décembre 2020, la commune est desservie par la technologie fibre à la suite du plan de déploiement piloté par Nouvelle Aquitaine Très Haut Débit.

## Lieux et monuments

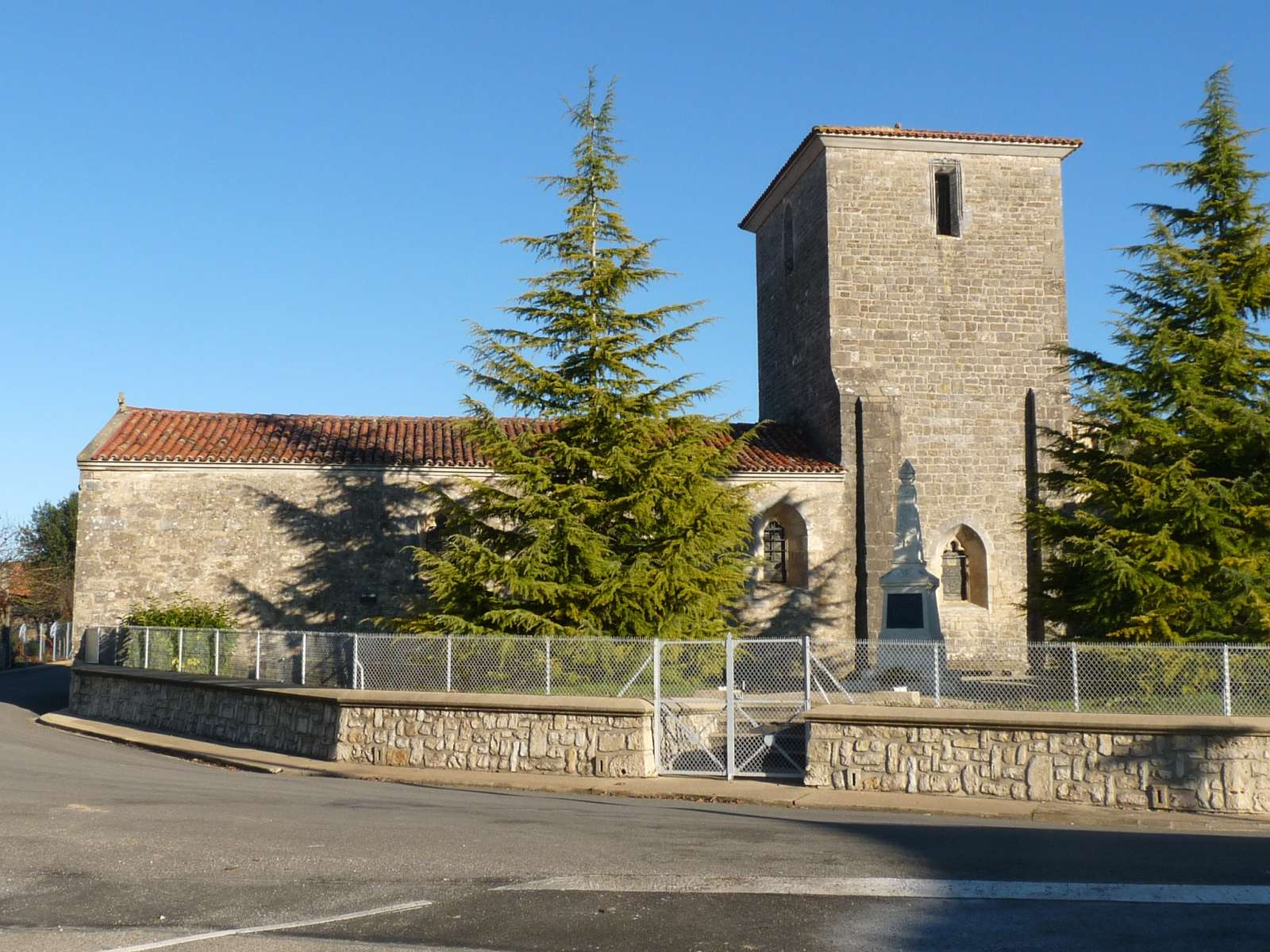
L'église et le monument aux morts.

- L’église Saint-Barthélemy du XVIIe siècle d'inspiration romane.
- Le four à pain du Petit Fayolle.
- Le château d'eau (alt. 125 m) visible depuis plusieurs endroits du département et qui dessert plusieurs communes avoisinantes en eau potable.